# Fujiyama (Fuji-Q Highland)
Fujiyama est un parcours de montagnes russes en métal du parc d'attractions japonais Fuji-Q Highland.
À son ouverture en juillet 1996, l'attraction était le plus haut parcours de montagnes russes (79 mètres) et le plus rapide (130 km/h) au monde. Depuis, les deux records ont été dépassés.

## Voir aussi

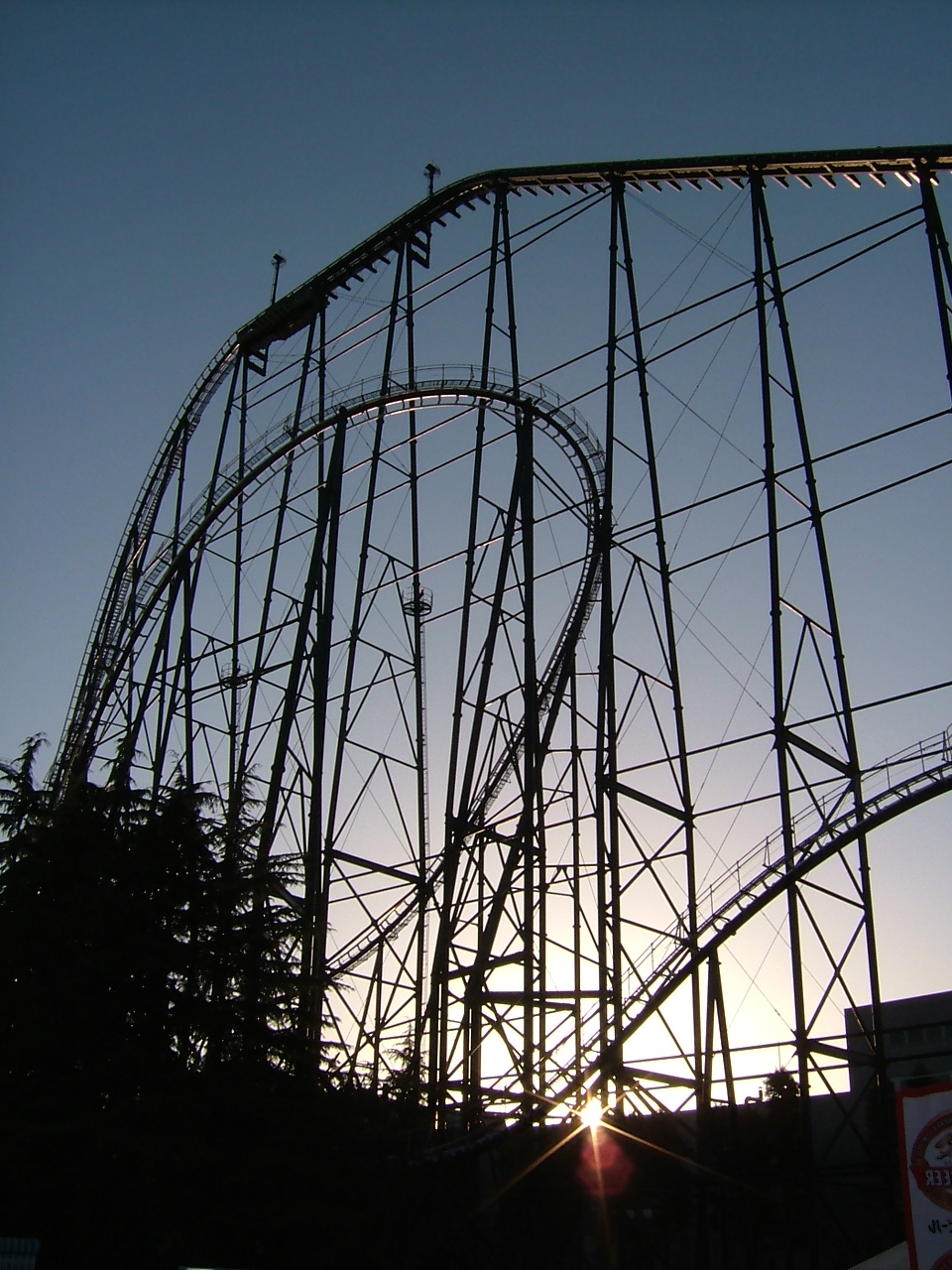
Vue en contre plongée du lift et de la première descente.